# ナガオカ×スクランブル
『ナガオカ×スクランブル』は、2014年4月1日から2019年9月26日まで放送されていたCBCラジオのワイド番組。

## 概要
CBCラジオは2000年9月まで、若者向けの夜ワイド番組『本気汗』を放送していたが、2000年10月に『BATTLE TALK RADIO アクセス』（TBSラジオ制作）の同時ネットを開始。
以後『ニュース探究ラジオ Dig』『荻上チキ・Session-22』とTBSラジオのネット受けが続いて来たが、2014年4月の番組改編で、自社制作の夜ワイド番組が14年振りに復活した。
2014年3月まで『0時のつぶやき』（土曜深夜）の『ナガオカ』のパーソナリティを務めた永岡歩（CBCアナウンサー）が、10代のリスナーとコミュニケーションを図り、音楽を通じ、永岡とリスナーが音楽による「つながる空間」を創り出す。キャッチコピーは『つながるシアワセ、ヒトとオトの交差点』。
また、アーティストへのインタビュー、アニメやゲームの情報を伝える他、学校訪問を行い、ラジオに親しんでもらう機会を設ける。
ゲストや街中でインタビューした人からのオープニングコメントから番組が始まる。
レギュラー出演者は基本的に23時から放送終了までの出演。
一部ゲスト出演時はUstreamでの配信もある。
番組には公式LINEアカウントがあり、LINEで回答を受け付けたり、放送開始前に、その日のゲストやレギュラー出演者の写真を公開する。
ナガスクマという番組公式キャラクターが存在し、LINEスタンプも発売されている。
2019年10月から東海地方ゆかりの若手パーソナリティが担当する番組「チュウモリ」が始まるのに伴い、同月9月に番組終了した。

## 来歴
2014年
- 4月27日、愛知県安城市安城産業文化公園デンパークで永岡・彦坂らと当番組の公開録音を行った。この日は、吉田山田やBOYS AND MENのライブもあり、その模様を当番組で放送した[3]。
- 7月26日・27日、名古屋市栄で行われたCBCラジオ夏まつりでは、ゲストとのトークやLIVEを開催した。その模様を後日、当番組で放送した。その他に、オリジナルステッカーやオリジナルTシャツが購入できたり、永岡サイン入りヨーヨー釣りが行える当番組のブースを出店した[4]。
- 9月19日、当番組放送100回を記録。
- 9月20日、水曜日のアシスタントのレギュラーを決める公開オーディションが、CBC本館1階にある『CBC LOVEARTH』で開催された。しかし、3人まで絞ったが決めきれず、最終審査という形で9月24日の生放送で永岡との絡み次第での決定となった。その結果、シンガーソングライターのSuzuがレギュラーとなった[5][6][7]。
- 11月22日・23日、愛知県安城市デンパークで行われたCBCラジオ秋まつりでは、木曜アシスタントのSKE48を迎えて当番組の公開録音を行った。その模様を後日、当番組で放送した。その他に、番組オリジナルエコカイロや番組ステッカーを購入できる当番組のブースが出店した。
- 12月25日、木曜アシスタントであるSKE48の佐藤・松村・矢方が2015年1月29日をもって当番組卒業を発表した。（その後の放送で松村はナガオカ×スクランブル終身名誉レギュラーとなった）その後、同年2月から3月は、SKE48のメンバーが週替わりで登場し、4月にレギュラーメンバーを決定した。
- 12月31日、『ナガオカ×年越しランブル』と題して、第1部は、金曜コーナーのゴールドカウントダウンの特別版、年間ランキングを発表した。そして、第2部は、水曜アシスタントであるSuzuと『年またぎスペシャル』を放送した。

2015年
- 1月1日・2日は年始番組特別編成のため、放送休止。
- 3月18日、当番組放送200回を記録。
- 3月26日、名古屋市昭和区の鶴舞公園にて永岡、Suzuとリスナーで『春休み特別企画 大花見大会』を開催した[8][9]。
- 4月26日、安城産業文化公園デンパークにて、この番組の公開録音を行った[10]。その模様を後日放送した。
- 7月24日・25日・26日、名古屋市栄でCBCラジオ夏まつりが行われ、CBCラジオの番組の公開収録やいろいろなアーティストのトークやLIVEなどをした[11]。中でも、永岡が進行役を任されたアーティストについては、後日当番組内で放送した。その他、同祭りでは当番組のブースも出店し、番組ステッカーや番組オリジナルフェイスタオルを販売した[12]。
- 8月27日、番組公式LINEの追加登録人数が1万人突破したことを記念して、名古屋市昭和区にある鶴舞公園にて、『ナガオカが夏休みの最後の思い出つくります かき氷削りまSP』と題し、永岡とリスナーが集まり、永岡がオリジナルカキ氷をリスナーに振る舞ったり、スイカ割りを行った[13]。
- 9月9日、当番組放送300回を記録。
- 9月16日、水曜レギュラーで休養中のSuzuから手紙が届き、欠席・心配をかけたことについてのお詫びと現状を報告。同時に同日で一旦卒業が決定した。
- 9月30日、水曜レギュラーであるDISH//のTo-iが永岡との5番勝負に負けたが、永岡が勝利の権限として、元々9月までだったTo-iのレギュラー期間を誕生日である10月末までレギュラーを継続することになった[14]。
- 10月8日、木曜レギュラーであるSKE48（竹内舞・内山命・惣田紗莉渚・谷真理佳）が『CBCラジオ 秋まつり2015』に出演することが番組内で伝えられた。その後、10月29日放送回で竹内と矢方美紀の音楽ユニット『まいてぃ』が同イベントでライブをすることが番組内で伝えられた。
- 10月24日、番組放送300回を記念して、CBC本館 第1スタジオにて『CBCラジオ ナガオカ×スクランブル感謝祭 〜ナガオカ the LIVE〜』と題し、公開イベントを開催した。公開イベントは永岡のライブや番組内でのコーナーを行ったり、Silent Sirenを迎えて公開録音を行った[15]。公開録音した部分はのちに番組内で放送された[16]。
- 11月21日・22日、愛知県岡崎市にある岡崎公園多目的広場で行われる『CBCラジオ 秋まつり2015』にて、番組公式フェイスタオルや番組公式キーホルダーを購入できる番組ブースを出店した。[17]。また、22日には『ナガオカ×スクランブル 〜ナガオカ×スクラン文化祭'15』と題したステージイベントを永岡とSKE48で行った[17]。
- 12月31日、『第2回ナガオカ×年越しランブル』と題して、第1部は、金曜コーナーのゴールドカウントダウンの特別版、年間ランキングを発表した。そして、第2部は『年またぎスペシャル』を放送した[18]。

2016年
- 1月1日は年始番組特別編成のため、通常放送は休止。 ただし、特別番組『ナガオカ×スクランブルミニ』を放送[19]。
- 3月3日、当番組放送400回を記録。なお当日は上巳であったことに因み、女性のリスナー限定でメッセージを募集した[20]。
- 3月5日・6日、名古屋市東区にあるオアシス21 銀河の広場にて、『CBCラジオ presents オアシス21 スペシャルステージ』を開催し、5日には永岡とPrizmaX、SUPER★DRAGON、MAGiC BOYZ、EBiDAN NAGOYAで『ナガオカ×EBiDANスクランブル』を行い、その模様を3月10日に放送した[21]。
- 3月をもって、木曜レギュラーであったSKE48が卒業し、4月からNANAE（7!!）が木曜レギュラーとなった[22][23]。
- 4月1日、永岡と事前募集したリスナーでボウリング大会（『ナガオカ×スクランブル 第一回 球技大会 ～転がされるな!!転がせ!!～』）を行った[24]。
- 4月からは23時、24時の時報も永岡が担当することになった。
- 4月5日、放送内で番組の公式キャラクターを『ナガスクマ』に決定した(永岡作)。

2017年
- 木曜レギュラーのNANAEが3月いっぱいで卒業となった。
- 2016年10月で番組を卒業したDISH//のTo-iが4月から再び水曜レギュラーとなった。
- 6月4日、番組の女子リスナーのみで結成されたユニット「らじお女子」が始動した。
- 『ラジオ番組表』（三才ブックス）秋号で発表されている「好きなDJランキング」にて、To-iと共にAM部門で3位を獲得した。

2018年
- 水曜レギュラーのTo-iが3月いっぱいで卒業となった。
- この番組のリスナーの名称を「ナガラー」で統一された。
- 『ラジオ番組表』秋号「好きなDJランキング」にて、TEAM SHACHIの坂本遥奈と共にAM部門で1位を獲得した。1位の特典である同号の表紙を飾ることはできなかったものの[注 2]、裏表紙（表紙を模した当番組の広告）を飾ることはできた。
- 10月31日、当局の岐阜中継局が23時59分50秒をもって停波・閉局したため、当番組が同中継局最後の番組となった[注 3]。
- 12月27日、「好きなDJランキング1位記念 ナガオカ×スクランブル感謝祭」を開催。

2019年
- 1月24日、放送回数1000回を突破した。
- 3月29日、金曜日の放送が終了し、4月から毎週火曜 - 木曜の放送となった。
- 5月16日、木曜日アシスタント・坂本遥奈の出演100回記念（正確な番組出演回数は110回）として、永岡と共に名古屋港水族館へ遊びに行った様子が放送された。
- 9月10日、同月を持って番組が終了することが発表された。
- 9月18日、放送回数が1111回を突破した。
- 9月26日、番組最後のイベント「ナガオカ×スクランブル感謝祭〜superありがとう〜」を開催。
- 9月26日、番組最終回を迎えた。なおこの放送では、番組史上最多の生ゲスト (BOYS AND MEN 研究生・TEAM SHACHI・祭nine.・乃木坂46山崎怜奈・BOYS AND MEN吉原雅斗)が出演した。
- 10月28日、『ラジオ番組表』秋号「好きなDJランキング」にて坂本遥奈と共にAM部門を過去最高得票数で1位となり、2連覇を達成した。

## 出演者

### パーソナリティ
- 永岡歩（CBCアナウンサー）[注 4]

### レギュラー
火曜日
- 彦坂まなみ（2014年4月 - 2015年3月）

水曜
- ヌーボーロマン（2014年4月 - 9月）
- Suzu（2014年10月 - 2015年9月[注 5][注 6]）
- To-i（DISH//）（2015年6月 - 10月[注 7][注 8][注 9]、2017年4月 - 2018年3月）

木曜日
- SKE48（木曜 2014年4月 - 2016年3月）

- NANAE（7!!）（木曜 2016年4月 - 2017年3月）
- 坂本遥奈（TEAM SHACHI）（2017年4月 - 2019年9月）

代役出演者
- 宮澤佐江・柴田阿弥（SKE48）（2014年7月30日水曜、22時台のみ、23時台前半はヌーボーロマンが出演）
- 勇翔（BOYS AND MEN）（2015年5月6日水曜、Suzuの代役）[注 10]
- 高柳明音（SKE48）（2015年5月13日水曜、Suzuの代役）
- RYUJI（DISH//）（2015年8月13日木曜、SKE48の代役）
- 吉原雅斗（BOYS AND MEN）（2016年4月28日木曜、NANAEの代役）
- 平松賢人（BOYS AND MEN）（2016年5月5日木曜、NANAEの代役)

## ゲスト
| - あいみょん - i☆Ris - 藍井エイル - 足立佳奈 - あゆみくりかまき - アンジュルム - 家入レオ - 井上苑子 - AKB48 - A.B.C-Z - SKE48 - EBiDAN NAGOYA - lol - 大原櫻子 - おとめボタン - 小野小町 - ℃-ute - グッドモーニングアメリカ - 小松未可子 - SILENT SIREN - さくらしめじ - ジャニーズWEST - SUPER★DRAGON - SCANDAL - Suzu - seven oops - たこやきレインボー | - TEAM SHACHI - 超特急 - DISH// - Dream - Dream Ami - ナオト・インティライミ - 中山優馬 - 乃木坂46 - はちみつロケット - 花澤香菜 - ファンキー加藤 - ふぉ〜ゆ〜 - 風男塾 - PrizmaX - BOYS AND MEN - BOYS AND MEN研究生 - WHITE JAM - MAG!C☆PRINCE - 祭nine. - M!LK - miwa - ももいろクローバーZ - 吉田山田 - らじお女子 - LiSA - Little Glee Monster - 緑黄色社会 （50音順） |

## 放送時間
| 放送期間              | 放送時間                                                               | 概要 |
| --------------------- | ---------------------------------------------------------------------- | --- |
| 2014年4月 - 2019年3月 | 火曜 - 金曜 22時00分 - 24時30分（火曜 - 金曜 22時00分 - 翌日 0時30分） | 2015年3月26日放送回は、24時00分までの短縮放送。 また、2016年2月16日から3月25日までは、0時27分までの短縮放送。 |
| 2019年4月 - 2019年9月 | 火曜 - 木曜 22時00分 - 24時30分（火曜 - 木曜 22時00分 - 翌日 0時30分） | |

『CBCドラゴンズナイター』が延長になった場合は、中継終了後からの短縮放送となる。

### 特別番組
- ナガオカ×年越しランブル（2014年12月31日）
  - 第1部 18時00分 - 21時30分、第2部 22時00分 - 1時00分（31日深夜）
- 第2回 ナガオカ×年越しランブル（2015年12月31日）
  - 第1部 18時00分 - 21時00分、第2部 22時00分 - 0時30分（31日深夜）
- ナガオカ×スクランブルミニ（2016年1月1日）
  - 20時00分 - 20時30分
- ナガオカ×元号またぎランブル（2019年4月30日）
  - 22時00分 - 0時30分（30日深夜）

## コーナー
- 野球中継の延長や生ゲストの時には、コーナーの放送時間の変更や休止の場合あり。一部、事前収録のコーナーもある。

### 火曜-木曜[注 12]
メール紹介 (2014年4月 - 2019年9月)
基本的に毎日メールテーマがある。金曜も放送があった頃は『今週のベストニュース大賞』（年末最後の放送では『今年のベストニュース大賞』）という固定のメールテーマだった。他にも、質問・感想・リクエストなど、なんでも募集している。
アーティスト×スクランブル (2014年4月 - 2019年9月)
ほぼ毎日いろいろなアーティストが登場するゲストコーナーである。大体が事前録音だが、たまに生ゲストとしてスタジオに登場し、インタビューを受ける。
ゲストインタビュー
永岡とゲストの対談方式でオンエアしている。
A-メッセージ
ゲストから番組へのコメントメッセージをもらい、オンエアしている。

街声インタビュー(まちごえ) (2014年4月 - 2019年9月24日)
永岡が街中（栄地下街・クリスタル広場）に出て、その日のメールテーマでインタビューしに行くコーナー。火曜日から木曜日の17時頃から栄のクリスタル広場でインタビューを録音する。
ナガデン（2014年4月 - 2016年3月）
メールの本文に「ナガデン希望」と電話番号を書いたリスナーに生電話をする。出演者には永岡直筆サイン入り番組特製ステッカーと直筆メッセージが送られる。
ナガオカトピックス（2014年4月 - 2017年3月）
芸能ニュース。アイドルの情報が中心。
NAGAOKA NEXT GENERATION（2019年1月 - 2019年9月)
永岡が今おすすめしたいアーティストを紹介するコーナー。

### 火曜
目指せファッショニスタ（2014年4月 - 10月）
毎週、彦坂がファッションに関することを調べて発表するコーナー。
なんでもひこまとめ（2014年10月 - 2015年3月）
アシスタントの彦坂が注目してることをまとめ、リスナーに紹介するコーナー。

NEW リリース Flash（2014年4月 - 2016年3月）
新曲を紹介するコーナー。
クイズ 誰だ誰だ誰だ（2014年4月 - 2019年9月17日）
2015年4月8日放送回からは永岡に替わり、街頭インタビューを受けた人がアーティストに関するヒントを出し、その答えをリスナーに送ってもらうコーナー。
ナガオカ×スクランブルあるある選手権（2014年10月 - 2017年3月）
毎週出されるお題についてのあるあるネタをリスナーから送ってもらうコーナー。
もしもしチューズデー（2015年4月 - 2019年9月17日）
公式LINEで毎週出されるお題について、リスナーに答えてもらう大喜利コーナー。読まれると1ポイントゲットでき、ある一定の期間で集計して1番ポイントが多いリスナーには「ナガオカのコレ」がプレゼントされる。
未来ノート（2016年4月 - 2017年3月）
永岡が未来はやとという人物として次の日発売の新曲を紹介するコーナー。
11時砲（2016年4月 - 2019年9月）
11時の時報前に11時代最初の曲を少しだけ流すコーナー。
0時砲（2016年4月 - 2019年9月）
0時(24時)の時報前に0時代最初の曲を少しだけ流すコーナー。
キミは、どっちどっち？！（2017年4月 - 2019年3月）
毎週2択でお題について、リスナーがどちら派かを選んでもらうコーナー。
深夜の診療所（2018年9月 - 2019年5月、7月23日、8月6日）
リスナーからのお悩みメール（本当にリスナーからのメールなのかは不明）を受け、解決するアドバイス、そしてオススメの楽曲を紹介する。
週末あいうえお（2019年4月 - 2019年9月）
番組から出されるキーワードに沿ってリスナーの週末の出来事をあいうえお作文で送ってもらうコーナー。

### 水曜
学校いいね（2014年4月 - 9月）
永岡が学校へ行き、永岡自身がその部活を体験しレポート。部員にもインタビューするコーナー。
走れ、小林（2014年4月 - 5月）
永岡があるお題を出し、そのお題を達成するためにヌーボーロマン小林が、深夜だが街中へお題の人を探しにいくコーナー。小林がお題を達成できなかった場合、相方の鍬田が罰ゲームを受ける。
どっちのヌーボーショー（2014年6月 - 9月）
毎週2者択一のお題を出題し、ヌーボーロマンの二人が意見をぶつけ合うコーナー。リスナーには、その意見を受けて、どっち派なのか「番組公式LINE」で送ってもらう。
ISN〜イマジネーション・スタジオ・ナガオカ〜（2014年6月 - 9月）
24時のクイズコーナー。永岡が食べ物をかじった音でそれが何かをリスナーに答えてもらうコーナー。コーナーの略称としてはイマジネーション、ISN。
おひとりさまのグルメ（2014年10月 - 11月）
永岡がひとりで夜食を食べるコーナー。
Suzu研ゼミ（2014年10月 - 12月）
毎週永岡が水曜アシスタントのSuzuに課題を出し、その課題の成果を紹介するコーナー。
華麗なる一族になりたい（2014年12月）
お金持ちになるために宝くじを買い、当選を目指すコーナー。
真夜中の真相テスト（2014年10月 - 3月）
永岡が心理テストを読み、リスナーに選択肢の中から選択してメールで送ってもらうコーナー。
ミュージックレストラン サビーズ（2014年10月 - 2015年3月）
その時期旬な音楽をリスナーに紹介するコーナー。
THE 民主主義（2014年10月 - 2015年7月）
毎週、ランダムに選んだ頭文字から始まるアーティストをリスナーから募集。その中で、一番多かったアーティストの楽曲をオンエアする。
NLApresents ティーンズセッション ナガオカ・ライフ・アカデミー（2014年10月 - 2019年9月）
提供：ニューライフ・アドベンチャー運動実行委員会
中高生がなかなか言えない本音や、抱えている悩みを一緒に考え、本気でトークしていくコーナー。月ごとにテーマが替わり、スタジオに中高生が登場したり、番組公式LINEやメールでテーマについて募集したりする。
続・華麗なる一族になりたい（2015年1月 - 4月1日）
お金持ちになるために曲を作ろうというコーナー。
鈴ヶ岡歌劇団（2015年4月8日・15日）
毎週1つの歌をピックアップし、その歌を何気ない会話（日常生活）の中に取り入れて、どれだけドラマチックや感動的になるのかを試していくコーナー。
統計学（2015年4月 - 2015年1月6日）
番組公式LINEを使い、リスナーから統計をとるコーナー。
ナガオカ×ランキング（2015年4月22日 -  2017年4月5日)
Suzuが復帰するまでの期間限定コーナーだったが、Suzuの卒業が決定したため継続。いろいろなランキングの中から、学校で役立てるランキングを永岡が紹介する。
To-iの問い（2015年7月29日 - 9月）
DISH//のメンバーであるTo-iが様々な企画を提案するコーナー。
ナガオカ×ダービー（2016年1月13日 - 2017年4月）
毎週、いろいろなテーマを元に独自の音楽レースを開催し、1位のアーティストをリスナーが当てるコーナー。
アーティストチューナー（2016年4月 - 2017年3月）
話題のアーティストに注目して、そのアーティストの曲をかけるコーナー。
ザ・チャレンジ（2016年4月 - 2017年4月）
永岡が0時直前に行うミニゲーム。
第1弾（2016年4月 - 2016年6月15日）
トランプの中からダイヤのAを引き当てる。
第2弾（2016年6月22日 - 2016年8月17日）
黒ひげ危機一髪のナガちゃんバージョン。ナガちゃんを救い出せるまで毎週一本ずつ剣を刺していく。
第3弾（2016年8月24日 - 2017年1月4日）
ビンゴマシンから出てくる数字を当てる。
第4弾（2017年1月11日 - 2017年4月）
小銭の山から17円分を掴み取る。
Who is bad((今週の)バッドニュース)（2016年4月 - 2018年3月）
リスナーの怒りを紹介していくコーナー。
My First Kiss（2017年4月12日 - 2017年3月）
声とキスの音だけを聞いて、その人のファーストキスがいつかを当てるコーナー。
劇団 ナガオカ×スクランブル（2017年4月 - 2018年3月）
0時代1曲目のアーティストが早口で「ナガオカ×スクランブル」と言うコーナー。
対 To-i（2017年4月 - 2018年3月）
木曜日にやっていた「対 NANAE」のTo-i版。
もじおかくん（2018年4月 - 2019年3月）
永岡さんが紙に書いた文字を音だけで当てるコーナー。正解者にはポイントが入り、ある一定の期間で集計して1番ポイントが多いリスナーには「ナガオカのヤツ」がプレゼントされる。なお各シーズンで文字数が決められているが、たまに文字数が増えたり数字になったりする。
ファーストシーズン（2018年4月 - 2018年8月）
ひらがな2文字
セカンドシーズン（2018年9月 - 2018年10月）
カタカナ2文字
サードシーズン（2018年11月 - 2018年12月12日）
ひらがな3文字
フォースシーズン（2018年12月19日 - 2019年3月）
ひらがな2文字
ナガオカ×あっち向いてホイ（2018年4月 - 2019年9月）
前日もしくは1週間前のゲストがリスナーにあっち向いてホイを仕掛けるコーナー。
ナガラー辞典（2018年5月 - 2019年9月18日）
この世に溢れる“言葉”たちをナガラーのオリジナルで説明し、ナガラーのナガラーのための辞典、「ナガラー辞典」を作るコーナー。
ADが考えたコーナーです（2018年9月 - 2019年3月）
番組ADが考えたコーナーを永岡が全力でチャレンジするコーナー。
サビ抜きで〜す！（2018年10月10日 - 2019年9月18日）
番組おすすめの曲を【サビ抜き】でオンエアし、フルで聴きたい曲をリスナーにLINEで投票してもらうコーナー。選ばれた曲は24時代にフルでオンエアされる。
かおがな（2019年4月 - 2019年9月18日）
永岡がある言葉を録音して、それを逆再生してなんといっているか当てるコーナー。
名探偵 ナガン（2019年4月10日 - 2019年9月18日）
謎解きコーナー。スタッフから出された謎を永岡扮する『名探偵 歩川ナガン』が解いていく。

### 木曜
SKE48の推しランブル（2014年4月 - 6月）
毎週、SKE48のメンバーが推している楽曲をリスナーに紹介するコーナー。
アタック×スクランブル（2014年4月 - 2015年3月）
24時のクイズコーナー。アーティストの曲の一部分を流し、そのアーティストと曲名をリスナーから送ってもらうコーナー。正解すると1ポイントがもらえ、10ポイントもらうとご褒美。10ポイントに到達したリスナーは20ポイントを目指す。永岡は答えを知らない。
実絵子のおしゃべりミュージック（2014年6月26日 - 10月23日）
佐藤実絵子が当番組のジングルを作ったり、当番組の曲を作ったりするコーナー。
ナガオカよりマツムラ!（2014年7月10日 - 10月2日）
松村香織が今まで以上にレベルアップをするために様々なことを永岡と対決し、まずは永岡を超えてもらおうというコーナー。
渡る世間は やかばかり（2014年7月3日 - 12月18日）
永岡と矢方美紀がいろんなシュチュエーションでのラジオドラマを繰り広げる。感想をリスナーから求める。
の裏 (2014年10月 - 2016年3月）
先週のゴールドカウントダウン30の1位だった曲のカップリングを流すコーナー。
「聞き分けの悪い女」と書いて「マツムラ」（2014年10月30日 - 2015年1月15日・2月26日）
松村香織と永岡歩がいろんな音を聞き分けるクイズコーナー。木曜担当のADイシガミが問題を出題する。
大人極み乙女（2014年11月13日 - 2015年1月8日）
大人女子がする対応を問題形式にし、それを佐藤が答えるコーナー。
木曜23時55分 - 24時のコーナー（正式な名称無し。下記のようにコーナー名が変わる。）

いろいろなアーティストの単独コーナー。2〜3週間ほど担当し、フリートークを展開する。
ゴウリキ×スクランブル（2014年11月20日・27日・12月4日）
担当 剛力彩芽
サクラコ×スクランブル（2014年12月11日・18日・25日）
担当 大原櫻子
DISH//×スクランブル（2015年1月15日・22日・29日）
担当 DISH//
矢方美紀って、こんなイイヤツ（2015年2月5日・12日）
担当 矢方美紀（SKE48）
ウップス×スクランブル（2015年2月19日・26日）
担当 7!!
カスタマ×スクランブル（2015年3月5日・12日・19日）
担当 カスタマイZ
それしかない、略して「それな」（2015年2月5日 - 7月23日）
毎週お題を出し、それしかないなと思うことをリスナーから募集する。
ミックス×クランブル（2015年4月 - 2016年1月7日）
いろいろなアーティストの曲を3曲同時に流し、その3種類の曲のアーティスト名と曲名をリスナーから送ってもらうコーナー。このコーナー終了時に当てた数が1位だったリスナーは番組からご褒美がもらえる。
じっくリリック（2015年4月 - 2018年8月）
曲の歌詞をしっかりと噛みしめ、その歌のもつ魅力をじっくりと味わうコーナー。
それしかないだろ、略して「それだ」（2015年7月30日 - 11月5日）
毎週出されるお題に対し、永岡が考えた答えをリスナーが当てるコーナー。
ナガオカFM（2015年10月 - 2016年3月）
FMっぽいオシャレな曲をリスナーから受け付け、永岡がFMっぽく紹介するコーナー。
その演技だ、略して「そえだ」（2015年11月12日 - 12月24日）
毎週お題を出し、永岡とSKE48レギュラーメンバーがそのお題に沿った演技をするコーナー。
そのオチや、略して「そおや」（2016年1月7日 - 2月25日）
木曜レギュラーであるSKE48のメンバーに1人喋りをさせてみたらどうなるのかを検証するコーナー。
ふんふふ ふんふふん（2016年1月14日 - 2016年7月、2016年8月 - 2018年8月）
街頭インタビューを受けた人に鼻歌を歌ってもらい、その曲をリスナーが当てるコーナー。
それは永岡の母が言った、略して「そなた」（2016年3月、6月15日）
木曜レギュラーのSKEのメンバーの今後を永岡がタロットカードで占うコーナー。6月15日の放送では、DISH//のメンバー全員を占った。
対NANAE(2016年4月 - 2017年3月)
12時直前の20秒間で永岡とNANAEがちょっとした対決をするコーナー。
ナガオカさーん (2016年4月 - 2018年9月13日)
笑顔で明るくなれるようなランキングを届けるコーナー。
じゃーがじゃーが じゃがじゃが（2016年7月 - 2016年8月）
ふんふふ ふんふふんのギターバージョン。夏祭りまでの期間限定コーナー。
Englishを学んでもててみた（2016年8月 - 2016年9月）
永岡がNANAEとともにモテるために英語を学ぶコーナー。
ねえ、こっち向いて聞いて（2016年10月 - 2017年3月）
永岡がNANAEとともにモテるためにイケメンゼリフを学ぶコーナー。
ハルこれ知ってっか？（2017年4月 - 2018年8月）
坂本が知らないようなアーティストを永岡が紹介するコーナー。
激論！Q&Q（2017年4月 - 2018年8月）
永岡と坂本の年齢が離れた2人が、お互いに最近のニュースについてどう思っているのかを討論するコーナー。
はい、授業始めます。（2017年4月 - 2018年3月）
提供：Joshin
担任が永岡、学年主任が坂本で、毎週日本語の素晴らしさを学ぶコーナー。応募してくれたリスナー（読まれていないメールを含む）の中から抽選で1名にJoshinからの贈り物（選べるギフト）をプレゼント。
あの丘を越えろ‼︎（2017年4月 - 2018年8月）
あるお題に対する永岡の答えを、坂本の答えが上回るか判断するコーナー。
ナガオカ×じゃんけん（2018年4月 - 2019年9月）
前日もしくは1週間前のゲストがリスナーにじゃんけんを仕掛けるコーナー。
ハルの「かっわいい物をかっわい〜く言う」コーナー（2018年9月 - 2019年3月）
リスナーから送られてきた言葉を坂本が可愛くいうコーナー。
激論！Q&Q！→激論！今日までにそれ正解！（2018年9月 - 2018年12月）
番組からある議題を出し、永岡と坂本で討論を行い、リスナーにどちらが良かったか決めてもらうコーナー。
激論！今日までにそれ正解！ (2019年1月 - 2019年9月19日)
番組から出されるあるお題に対し、回答を募集し、永岡と坂本で1番いい作品を採用作品として決めるコーナー。
音を探そう（2019年4月 - 2019年5月2日）
0時時報直後に永岡と坂本が鳴らした音を聞くコーナー。
永岡的働き方改革（2019年4月 - 2019年6月20日、7月18日）
番組終了後の会議が長く、それを短くし早く帰れるようにするため、来週のメールテーマをリスナーと共に考えるコーナー。
永岡と遥菜のマウスピースコーナー（2019年5月 - 7月4日、7月25日）
永岡と坂本がトランペットで遊ぶコーナー。よくタイトルが変わるが内容はマウスピースを使ったコーナーなのでまとめて記載する。
遥菜のドレミ
2019年5月 - 6月7日
ドレミファソラシド選手権
2019年6月13日 、20日、7月25日
TEAM SHACHIの歌当てクイズ
2019年6月27日
ハルのTEAM SHACHIの曲クイズ
2019年7月4日
GOLD COUNTDOWN（2019年4月 - 2019年9月12日）
番組へのリクエスト、公式LINEへのリクエスト、ツイート、web検索ワード、番組オンエア回数などから構成される番組独自の音楽カウントダウンチャート。
てっぺん予想大会（2019年4月 - 2019年9月19日）
GOLD COUNTDOWNの1位の曲を当てる。当てたリスナーに1ポイント、一定期間でポイント1位の人に「ナガオカのアレ」がプレゼントされる。抽選対象は2位の曲を発表される前までにメールを送ったリスナー。

### 金曜
ゴールドカウントダウン30（2014年4月 - 2019年3月）
番組へのリクエスト、公式LINEへのリクエスト、ツイート、web検索ワード、番組オンエア回数などから構成される番組独自の音楽カウントダウンチャート。
ナガオカ模試（2016年10月7日 - 12月28日）
火曜日から木曜日の放送の中から一部を流して、その続きを当てるクイズコーナー。解答したリスナー(不正解も含む)の中から抽選で1名に春日井製菓のつぶグミを一箱(60袋入り)プレゼント。
NAGAOKA PERFECT FRIDAY（2017年1月6日 - 2017年3月）
1週間の放送の中を聞いて、リスナーが永岡へのダメ出しをするコーナー。永岡がダメ出しに耐えられなくなったため、永岡を褒めるコーナーに変更となった。
税理士×スクランブル（2018年4月 - 2018年9月）
税理士をゲストに呼んで永岡と税理士で今の社会についてリスナーにわかりやすいように討論するコーナー。
てっぺん予想大会（2018年4月 - 2019年3月22日）
ゴールドカウントダウン30の1位の曲を当てる。当たったリスナーの中から抽選で「ナガオカのアレ」がプレゼントされる。抽選対象は2位の曲を発表される前までにメールを送ったリスナー。
カコイチ・ココイチ（2018年9月 - 2019年3月）
番組ゲストの最近聞いているアーティスト、もしくは過去のゴールドカウントダウン30の1位になったアーティストを当てるコーナー。

#### 不定期コーナー
「Voice Power for Communication」〜自分の「声」で伝えよう〜
NHK・民放連共同ラジオキャンペーンの一環で、愛知県内の各ラジオ放送局のパーソナリティが学校を訪問し、様々な企画を展開する。
ナガオカ×スクランブル ザ 高校生でもわかるクイズ
永岡がアシスタント(もしくはゲスト)に対して高校生でもわかるクイズを出すコーナー。

## ナガオカと夏の思い出つくりまSP
夏休みに毎年行われる期間限定コーナー。永岡がリスナーに来て欲しい駅を募集し、その中から行く駅を選び、そこにやってきたリスナーと共に夏の思い出を作ろうというコーナー。毎回最後に記念撮影をする。
2014年
第1回 三日市駅（近鉄鈴鹿線）
第2回 六名駅（愛知環状鉄道線）
第3回 大安駅（三岐鉄道三岐線）
第4回 本笠寺駅（名鉄名古屋本線）
2015年
第1回 暁学園前駅（三岐鉄道三岐線）
第2回 石津駅（養老鉄道養老線）
第3回 八幡駅（名鉄豊川線）
2016年
第1回 小牧口駅（名鉄小牧線）
第2回 近鉄四日市駅（近鉄名古屋線）
第3回 下切駅（東海旅客鉄道太多線）
第4回 鶴舞公園
2017年
第1回 鶴舞公園
第2回 塩浜駅（近鉄名古屋線）
第3回 三柿野駅（名鉄各務原線）
第4回 猿投駅（名鉄三河線）
2018年
第1回 末野原駅（愛知環状鉄道線）
第2回 高田本山駅（近鉄名古屋線）
第3回 美濃太田駅（東海旅客鉄道高山本線）
第4回 鶴舞公園
2019年
第1回 白子駅 (近鉄名古屋線)
第2回 美濃高田駅 (養老鉄道養老線) - 台風接近の為中止
第3回 鶴舞公園

## 輝く！ナガオカ大賞
永岡が日本レコード大賞に対抗し、毎年12月最終放送の1回前に放送全編を通して開催するコーナー。基本的には大賞は永岡の独断で決定する。

### 第1回
放送日時：2014年12月30日
|                    | 最優秀賞 | 優秀賞 |
| ------------------ | --- | --- |
| 新人賞             | 大原櫻子 『サンキュー。』 | indigo la End 『瞳にうつらない』 ジャニーズWEST 『ジパング・おおきに大作戦』                                                                    |
| 歌唱賞             | 安田レイ 『Mirror』 | 松たか子 『Let It Go〜ありのままで〜』 7!! 『スタートライン』                                                                                   |
| 海外アーティスト賞 | ワン・ダイレクション 『Story Of My Life』 『スティール・マイ・ガール』 『ハッピリー』 『ユー&アイ』 『ミッドナイト・メモリーズ』 | テイラー・スウィフト 『We Are Never Ever Getting Back Together』 『Shake It Off』 ファレル・ウィリアムス 『ハッピー』 『マリリン・モンロー』    |
| 作詞賞             | 川谷絵音 作詞 チームしゃちほこ 『シャンプーハット』                                                                              | 秋元康 作詞 SKE48『不器用太陽』 綾小路翔 作詞 DISH//『変顔でバイバイ!!』                                                                        |
| アルバム賞         | 山下智久 『YOU』 | BABYMETAL 『BABYMETAL』 チームしゃちほこ 『ひまつぶし』 中山優馬 『Chapter 1』                                                                  |
| 作品賞             | BLUE ENCOUNT 『MEMENTO』 | SPYAIR 『イマジネーション』 じん feat. メイリア from GARNiDELiA 『daze』 赤い公園 『Now On Air』 KinKi Kids 『鍵のない箱』 超特急 『Star Gear』 |
| 映画音楽賞         | エイトレンジャー2主題歌 『ER2』                                                                                                  | エイトレンジャー2主題歌 『ER2』 |
| 特別企画賞         | 舞祭組 | 舞祭組 |
| 永岡特別賞         | 剛力彩芽 | 剛力彩芽 |

### 第2回
放送日時：2015年12月30日
| 作品賞 (ナガオカ大賞) | アンジュルム 『ドンデンガエシ』                                 | 赤い公園 『KOIKI』 私立恵比寿中学 『スーパーヒーロー』 DISH// 『KLAP』 A.B.C-Z 『Moonlight walker』 Mrs. GREEN APPLE 『Speaking』 |                                            |                                            |
| アルバム賞            | miwa 『ONENESS』                                                | 大原櫻子 『HAPPY』 Superfly 『WHITE』 Gacharic Spin 『MUSIC BATTLER』 伊東歌詞太郎 『二律背反』                                   |                                            |                                            |
| 歌唱賞                | PrizmaX 『Lonely summer days』                                  | 西内まりや 『ありがとうForever...』 超特急 『fanfare』                                                                            |                                            |                                            |
| 特別賞                | あいにゃん (SILENT SIREN) Suzu                                  | あいにゃん (SILENT SIREN) Suzu | あいにゃん (SILENT SIREN) Suzu             | あいにゃん (SILENT SIREN) Suzu             |
| 新人賞                | Mrs. GREEN APPLE 『StaRt』 (アルバム『Variety』より)            | RAGOON 『Rhapsody In White』 Thinking Dogs 『世界は終わらない』 lol 『fire!』 Shiggy Jr. 『サマータイムラブ』                     |                                            |                                            |
| 作詞賞                | 浅野いにお 作詞 でんぱ組.inc 『あした地球がこなごなになっても』 | MAMI 作詞 SCANDAL 『Stamp!』 高橋優 作詞 高橋優 『明日はきっといい日になる』 MICHIRU (7!!) 作詞 7!! 『オレンジ』                  |                                            |                                            |
| 企画賞                | 夜空。feat.ナガオカ→ NAGAOKA AND MEN研究生                      | 夜空。feat.ナガオカ→ NAGAOKA AND MEN研究生                                                                                        | 夜空。feat.ナガオカ→ NAGAOKA AND MEN研究生 | 夜空。feat.ナガオカ→ NAGAOKA AND MEN研究生 |
| 海外作品賞            | ビートルズ 『ザ・ビートルズ1』                                  | カーリー・レイ・ジェプセン 『エモーション』 ワン・ダイレクション 『メイド・イン・ザ・A.M.』                                       |                                            |                                            |

### 第3回
放送日時：2016年12月30日
| 作品賞 (ナガオカ大賞) | 04 Limited Sazabys 『Warp』                                                                             | unBORDE all stars 『Feel』 モーニング娘。'16 『泡沫サタデーナイト!』 LiSA 『Brave Freak Out』 手嶌葵 『明日への手紙』 AI 『みんながみんな英雄』 欅坂46 『サイレントマジョリティー』 | | |
| アルバム賞            | 井上苑子 『Hello』                                                                                      | がんばれ!Victory 『十代発表』 グッドモーニングアメリカ 『鉛色のスターゲイザー』 BABYMETAL 『METAL RESISTANCE』 RADWIMPS 『人間開花』                                                | | |
| 歌唱賞                | Flower 『やさしさで溢れるように』                                                                       | Little Glee Monster 『はじまりのうた』 ONE OK ROCK 『Wherever you are』 三浦大知 『Cry & Fight』                                                                                    | | |
| 特別賞                | 深川麻衣 田村芽実 カスタマイZ                                                                           | 深川麻衣 田村芽実 カスタマイZ | 深川麻衣 田村芽実 カスタマイZ                                                                           | 深川麻衣 田村芽実 カスタマイZ                                                                           |
| 新人賞                | Shout it Out 『DAYS』                                                                                   | THE BEAT GARDEN 『Promise you』 妄想キャリブレーション 『アンバランスアンブレラ』 Suchmos 『STAY TUNE』 BiSH 『オーケストラ』                                                       | | |
| 活動賞                | PrizmaX 森崎ウィン BOYS AND MEN ジャニーズWEST 桐山照史                                                 | PrizmaX 森崎ウィン BOYS AND MEN ジャニーズWEST 桐山照史 | PrizmaX 森崎ウィン BOYS AND MEN ジャニーズWEST 桐山照史                                                 | PrizmaX 森崎ウィン BOYS AND MEN ジャニーズWEST 桐山照史                                                 |
| 企画賞                | EBiDAN NAGOYA lol 7!! BOYS AND MEN研究生 Silent Siren ベイビーレイズJAPAN チームしゃちほこ おとめボタン | EBiDAN NAGOYA lol 7!! BOYS AND MEN研究生 Silent Siren ベイビーレイズJAPAN チームしゃちほこ おとめボタン                                                                             | EBiDAN NAGOYA lol 7!! BOYS AND MEN研究生 Silent Siren ベイビーレイズJAPAN チームしゃちほこ おとめボタン | EBiDAN NAGOYA lol 7!! BOYS AND MEN研究生 Silent Siren ベイビーレイズJAPAN チームしゃちほこ おとめボタン |
| 海外作品賞            | ビートルズ 『ライブ・アット・ザ・ハリウッド・ボウル』                                                   | ペンタトニックス 『ペンタトニックス』 ボブ・ディラン 『風に吹かれて』 | | |

### 第4回
放送日時：2017年12月28日
| 作品賞 (ナガオカ大賞) | BOYS AND MEN 『友ありて・・』                                                                               | Sexy Zone 『ROCK THA TOWN』 RADWIMPS 『サイハテアイニ』 菅田将暉 『見たこともない景色』 DAOKO×米津玄師 『打上花火』 ベイビーレイズJAPAN 『僕らはここにいる』 BiSH 『プロミスザスター』 | | |
| アルバム賞            | Mrs. GREEN APPLE 『Mrs. GREEN APPLE』                                                                       | 関ジャニ∞ 『ジャム』 My Hair is Bad 『mothers』 M!LK 『王様の牛乳』 米津玄師 『BOOTLEG』                                                                                               | | |
| 新人賞                | 緑黄色社会 『始まりの歌』                                                                                   | Official髭男dism 『LADY』 SHE'S 『Over You』 ヤバイTシャツ屋さん 『あつまれ！パーティーピーポー』 ぼくのりりっくのぼうよみ 『Be Noble』                                                | | |
| 特別賞                | らじお女子 おとめボタン 橘柊生 (DISH//) 坂本遥奈 (チームしゃちほこ) 山﨑悠稀 (M!LK) 7!! Little Glee Monster | らじお女子 おとめボタン 橘柊生 (DISH//) 坂本遥奈 (チームしゃちほこ) 山﨑悠稀 (M!LK) 7!! Little Glee Monster                                                                            | らじお女子 おとめボタン 橘柊生 (DISH//) 坂本遥奈 (チームしゃちほこ) 山﨑悠稀 (M!LK) 7!! Little Glee Monster | らじお女子 おとめボタン 橘柊生 (DISH//) 坂本遥奈 (チームしゃちほこ) 山﨑悠稀 (M!LK) 7!! Little Glee Monster |
| ハルナ賞              | FTISLAND 『shadows』                                                                                        | MONSTA X 『SHINE FOREVER』 BiSH 『Here’s looking at you.kid』 東京女子流 『たぶんずっと好き』                                                                                          | | |

### 第5回
放送日時：2018年12月27日
| 作品賞 (ナガオカ大賞) | Little Glee Monster 『夏になって歌え』          | 星野源 『アイデア』 チームしゃちほこ 『カラカラ』 DISH// 『Starting Over』 Da-iCE 『TOKYO MERRY GO ROUND』 カフェラテ噴水公園 feat.にゃんこスター 『GOサインは1コイン』 sumika 『フィクション』 |                                                 |                                                 |
| アルバム賞            | 緑黄色社会 『溢れた水の行方』                   | ［ALEXANDROS］ 『Sleepless in Brooklyn』 けやき坂46 『走り出す瞬間』 ナオト・インティライミ 『7』 My Hair is Bad 『hadaka e.p.』                                                                |                                                 |                                                 |
| 新人賞                | J☆Dee'Z 『明日も、世界は回るから。』            | FANTASTICS from EXILE TRIBE 『OVER DRIVE』 足立佳奈 『この夕日は誰かの明日なんだ』 Anly 『OKINAWA SUMMER STYLE』 Love Cocchi 『青春シンフォニー』 Chuning Candy 『Suger Suger Sweet』           |                                                 |                                                 |
| 特別賞                | ベイビーレイズJAPAN MOROHA BTS SHE‘S KANYE WEST | ベイビーレイズJAPAN MOROHA BTS SHE‘S KANYE WEST | ベイビーレイズJAPAN MOROHA BTS SHE‘S KANYE WEST | ベイビーレイズJAPAN MOROHA BTS SHE‘S KANYE WEST |
| ハルナ賞              | chelmico 『Love Is Over』                       | DA PUMP 『U.S.A.』 King & Prince 『シンデレラガール』 |                                                 |                                                 |

### 第6回
放送日時：2019年9月12日
| 作品賞 (ナガオカ大賞) | Little Glee Monster 『ECHO』    | RADWIMPS 『グランドエスケープ (Movie edit) feat. 三浦透子』 あいみょん 『鯉』 DISH// 『This Wonderful World』 日向坂46 『ドレミソラシド』 BiSH 『I am me.』 Official髭男dism 『宿命』 King & Prince 『koi-wazurai』 |                                 |                                 |
| 新人賞                | フィロソフィーのダンス          | フィロソフィーのダンス | フィロソフィーのダンス          | フィロソフィーのダンス          |
| アルバム賞            | King & Prince 『King & Prince』 | King & Prince 『King & Prince』 | King & Prince 『King & Prince』 | King & Prince 『King & Prince』 |

## 内包番組
- その日のゲストが生ゲストの場合や野球延長が長くなった場合は、内包番組の開始時間が遅れる場合がある。
- 放送時間は火曜 は22時50分頃 - 23時00分と23時50分頃 - 24時00分、水曜は23時50分頃 - 24時00分、木曜は22時50分 - 23時00分の約10分間で収録放送。

Silent Sirenのサイレンナイト→SILENT SIRENのサイレンナイト(2014年4月 - 2019年9月、火曜日)
ガールズバンドSILENT SIRENのレギュラー番組。全員がそろっての放送はあまりない。同年10月からは地元であるラジオ福島、のちに北陸放送でもネット開始。
ナガオカ×スクランブル終了と共に番組終了。
| 放送局     | 放送期間                       | 放送日時                 | 備考     |
| ---------- | ------------------------------ | ------------------------ | -------- |
| CBCラジオ  | 2014年4月 - 2015年3月          | 火曜日 23:20頃 - 23:30頃 | 制作局   |
| CBCラジオ  | 2015年4月 - 2019年9月          | 火曜日 23:50 - 24:00     | 制作局   |
| ラジオ福島 | 2014年10月3日 - 2015年3月27日  | 金曜日 21:00 - 21:10     | ネット局 |
| ラジオ福島 | 2015年4月4日 - 9月27日         | 日曜日 21:50 - 22:00     | ネット局 |
| ラジオ福島 | 2015年10月2日 - 2016年3月25日  | 金曜日 21:20 - 21:30     | ネット局 |
| ラジオ福島 | 2016年4月2日 - 2019年9月       | 土曜日 21:00 - 21:10     | ネット局 |
| 北陸放送   | (放送開始時期不明) - 2019年9月 | 火曜日 23:49 - 23:58     | ネット局 |

ふぉーゆーのぴたラジ! (2014年4月 - 2018年3月、水曜日・金曜日)
ジャニーズJr.のユニットふぉ〜ゆ〜の初レギュラーラジオ番組。
2015年1月3日には、ナガオカ×スクランブルから独立した番組となった。（放送時間 0時00分 - 0時30分〈2日深夜〉）
2018年4月からは酒井直斗のラジノートへ移動した。
現在の放送に関しては「酒井直斗のラジノート」を参照。
放送時間変遷
| 放送期間               | 放送時間                         | 備考                            |
| ---------------------- | -------------------------------- | ------------------------------- |
| 2013年4月 - 2014年3月  | 日曜日 0:30 - 0:40頃（土曜深夜） | ナガオカの内包番組              |
| 2014年4月 - 2014年9月  | 水曜日 23:20頃 - 23:30頃         | ナガオカ×スクランブルの内包番組 |
| 2014年10月 - 2018年3月 | 金曜日 23:20頃 - 23:30頃         | ナガオカ×スクランブルの内包番組 |
| 2018年4月 -            | 土曜日 21:40頃 - 21:50頃         | 酒井直人のラジノートの内包番組  |

古川愛李の木曜はアイリの晩（2014年4月 - 2015年3月、木曜日）
SKE48のメンバーでアニメが大好きな古川愛李のトーク番組。
チームしゃちほこ ごぶれいしました!（2014年4月 - 2017年3月、金曜日・水曜日）
チームしゃちほこ初のレギュラー番組。2016年春から、坂本と大黒が若葉マークパーソナリティーとして1人前のパーソナリティーを目指して番組を進行している。永岡は教官役。永岡が出す課題を2人がこなしていく番組。
2015年1月1日には、ナガオカ×スクランブルから独立し、「チームしゃちほこ 元日からごぶれいしました!」のタイトルで放送時間が50分に拡大された。(22時00分 - 22時50分)
2017年3月を持って、坂本と大黒が若葉マークを卒業、一人前のパーソナリティとなり番組も卒業する形で番組が終了した。その後坂本は、2017年4月からナガオカ×スクランブル木曜アシスタントとなった。
放送時間変遷
| 放送期間               | 放送時間                 | 備考                            |
| ---------------------- | ------------------------ | ------------------------------- |
| 2013年1月 - 2014年3月  | 土曜日 22:30 - 22:40     | 『電磁マシマシ』内で放送        |
| 2014年4月 - 2014年9月  | 金曜日 22:45頃 - 22:55頃 | ナガオカ×スクランブルの内包番組 |
| 2014年10月 - 2015年3月 | 水曜日 23:20頃 - 23:30頃 | ナガオカ×スクランブルの内包番組 |
| 2015年4月 - 2017年3月  | 水曜日 23:50 - 24:00     | ナガオカ×スクランブルの内包番組 |

CBC i-shop ラジオショッピング（2014年4月 - 9月、火曜日 - 金曜日）
中日新聞ニュース（2014年4月 - 9月、火曜日 -金曜日）
ダレデモ×スクランブル（2015年4月 - 9月、木曜日）
様々なアーティストが基本1か月間担当していくフリートークの番組である。
To-i ×スクランブル （2015年4月、5月）
担当 To-i (DISH//)
ケンキュウ×スクランブル（2015年6月）
担当 BOYS AND MEN研究生
ブルエン×スクランブル（2015年7月）
担当 BLUE ENCOUNT
みかこし×スクランブル（2015年8月）
担当 小松未可子
LiSA×スクランブル（2015年9月）
担当 LiSA
スクランブル×特急!!!!!!!! (2015年10月 - 2019年4月)
2015年10月から始まった超特急のレギュラー番組。メインMCに3号車のリョウガを据えて、毎週2、3人のメンバーが登場する。
放送時間変遷
| 放送期間               | 放送時間             |
| ---------------------- | -------------------- |
| 2015年10月 - 2016年3月 | 木曜日 23:50 - 24:00 |
| 2016年4月 - 2019年4月  | 木曜日 22:50 - 23:00 |

月刊EBiDAN NAGAOKA (2017年1月 - 、水曜日)
名古屋エリアのEBiDAN研究生・EBiDAN NAGOYAが、毎月最終水曜日に出演する番組。
MCの永岡とEBiDAN NAGOYAのメンバーから月替わりで数名のメンバーがテーマをもとにトークを繰り広げる。
ナガオカ×スクランブル終了と共に終了となるが、EBiDAN NAGOYAは2019年10月より、酒井直斗のラジノート内にて毎月最終水曜日に「月刊えびなごノート」へ出演している。
放送時間変遷
| 放送期間              | 放送時間                                        | 概要                 |
| --------------------- | ----------------------------------------------- | -------------------- |
| 2017年1月 - 2019年9月 | 水曜日 22:25 - 22:40頃と24:00-24:25の間(二部制) | 毎月最終水曜日に放送 |

祭nine.です。 (2017年4月 - 、水曜日)
提供：チキンラーメン
BOYS AND MEN研究生から選抜されたユニット「祭nine.」のレギュラー番組。
2017年5月23日の放送でタイトルが「祭nine.のタイトルないん？」から「祭nine.です。」に変更となった。
2019年10月からは酒井直斗のラジノートへ移動した。
現在の放送に関しては「酒井直斗のラジノート」を参照。
放送時間変遷
| 放送期間              | 放送時間             | 備考                              |
| --------------------- | -------------------- | --------------------------------- |
| 2017年4月 - 2019年9月 | 水曜日 23:50 - 24:00 | 「ナガオカ×スクランブル」内で放送 |
| 2019年10月 -          |                      | 「酒井直斗のラジノート」内で放送  |

日本証券業協会presents　100年大学 投資はじめて学部 (2019年8月 - 、火曜日)
提供：日本証券業協会
『アフター6ジャンクション』（TBSラジオ制作）火曜日で放送されている内包番組が当番組で放送される。
その他ネット局などは『日本証券業協会presents　100年大学 投資はじめて学部』を参照。
| 放送局    | 放送期間                  | 放送日時                 | 備考                                       |
| --------- | ------------------------- | ------------------------ | ------------------------------------------ |
| TBSラジオ | 2019年8月6日 -            | 火曜日 19:36頃 - 19:46頃 | 制作局 『アフター6ジャンクション』内で放送 |
| CBCラジオ | 2019年8月13日 - 2019年9月 | 火曜日 22:50頃 - 23:00頃 | ネット局 「ナガオカ×スクランブル」内で放送 |

## らじお女子
2017年6月、番組内企画で女性リスナー17名により結成されたガールズユニット。Team AMとTeam FMに分かれてライブを中心に活動をしている。